# Seychellerne ved sommer-OL 2020
Seychellerne deltager under Sommer-OL 2020 i Tokyo som bliver afviklet i perioden 23. juli til 8. august 2021.

## Medaljer
| 2020 Tokyo   | Guld | Sølv | Bronze | Total |
| Seychellerne | 0    | 0    | 0      | 0     |

### Medaljevinderne
| Seychellerne under sommer-OL 2020 i Tokyo | Seychellerne under sommer-OL 2020 i Tokyo | Seychellerne under sommer-OL 2020 i Tokyo | Seychellerne under sommer-OL 2020 i Tokyo | Seychellerne under sommer-OL 2020 i Tokyo |
| Medalje                                   | Navn                                      | Sport                                     | Event                                     | Dato                                      |
| ----------------------------------------- | ----------------------------------------- | ----------------------------------------- | ----------------------------------------- | ----------------------------------------- |
| -                                         | -                                         | -                                         | -                                         | -                                         |